# Castellfollit del Boix
Castellfollit del Boix – gmina w Hiszpanii, w prowincji Barcelona, w Katalonii, o powierzchni 59,29 km². W 2011 roku gmina liczyła 416 mieszkańców.